# Mary oh Mary/E penso a te
Mary oh Mary/E penso a te è un singolo di Bruno Lauzi del 1970, il primo realizzato dalla Numero Uno (catalogo ZN 50025) dopo l'abbandono del cantautore della Ariston, che anticipa l'eponimo album.

## I brani

### Mary oh Mary
Mary oh Mary, presente sul lato A del disco, è un brano scritto da Valerio Negrini (testo) e Roby Facchinetti (musica), ma mai inciso dai Pooh (i quali, hanno però inciso Mary Ann).

### E penso a te
E penso a te, presente sul lato B del disco, è un brano scritto da Mogol (testo) e Lucio Battisti (musica). Verrà registrato l'anno seguente da Johnny Dorelli (nei 45 giri Love Story e Mamy Blue, sempre come lato B), Mina (come brano d'apertura nell'LP a nome suo, pubblicato a novembre), Raffaella Carrà (come brano di chiusura nell'eponimo album del mese dopo) e, nel 1972, dallo stesso Battisti (in Umanamente uomo: il sogno).

## Tracce

### Lato A
1. Mary oh Mary – 4:07 (testo: Mogol – musica: Lucio Battisti; edizioni musicali Numero Uno)

### Lato B
1. E penso a te – 4:00 (testo: Mogol – musica: Lucio Battisti; edizioni musicali Acqua Azzurra)

## Musicisti
- Bruno Lauzi – voce
- Franz Di Cioccio – batteria
- Damiano Dattoli – basso
- Andrea Sacchi e Mario Lavezzi – chitarre
- Flavio Premoli – tastiere
- Gian Piero Reverberi – direzione orchestrale